# Ruta G-198
La Ruta G-198 es una carretera de Chile, que une el centro de Santiago con la zona más al oeste de Puente Alto, entre los ríos Mapocho y Maipo. La ruta recibe dos nombres, Enrique Mac-Iver y Avenida Santa Rosa.

## Enlaces
- Kilómetro 0 Avenida Cardenal José María Caro, Santiago.
- Kilómetro 1 Avenida General Libertador Bernardo O'Higgins, a Lo Barnechea, Maipú y Valparaíso.
- Kilómetro 4 Avenida 10 de julio, a La Reina.
- Kilómetro 7 Avenida Manuel Antonio Matta, a Peñalolén.
- Kilómetro 10 Ñuble.
- Kilómetro 15 Avenida Departamental, a Cerrillos, Quinta Normal, Peñalolén y La Florida.
- Kilómetro 21 Avenida Américo Vespucio.
- Kilómetro 25 La Pintana.
- Kilómetro 27 Avenida Gabriela.
- Kilómetro 29 Camino El Mariscal, a San Bernardo.
- Kilómetro 30 Puente Alto.
- Kilómetro 33 Eyzaguirre, a Puente Alto.
- Kilómetro 36 Río Maipo.

- Datos: Q6113982